# Роб Бан
Роб Бан (нід. Rob Baan, нар. 1 квітня 1943, Роттердам) — нідерландський футбольний тренер.

## Кар'єра тренера
Мав нетривалу ігрову кар'єру і вже у віці 22 років вирішив перейти на тренерську роботу, ставши дитячим тренером у структурі клубу «Фортуна» (Влардінген). Паралельно працював із дітьми з академії роттердамської «Спарти».
1966 року перебрався до структури «АДО Ден Гаг», ставши асистентом легендарного у подальшому австрійського спеціаліста Ернста Гаппеля, який тоді також робив лише перші кроки у тренерській кар'єрі.
Перший досвід самостійної роботи на дорослому рівні отримав 1972 року, очоливши команду аутсайдера другого нідерландського дивізіону «ВВВ-Венло». За наступні чотири роки суттєво покращив результати команди і 1976 року вивів її до елітної Ередивізі.
Пропрацювавши два сезони на рівні найвищого нідерландського дивізіону, 1978 року приєднався в статусі помічника головного тренера до очолюваного Яном Зварткрейсом тренерського штабу національної збірної Нідерландів. Згодом працював на аналогічній посаді і під керівництвом Кеса Рейверса. У період зміни головного тренера національної команди, на початку 1981 року, виконував його обов'язки, провівши на чолі Нідерландів дві переможні гри проти збірної Кіпру в рамках відбору на ЧС-1982.
1983 року повернувся до роботи на клубному рівні, очоливши тренерський штаб «АДО Ден Гаг». Протягом наступного десятиріччя також тренував «Роду», «Спарту», «Камбюр», «Твенте» та «Ексельсіор» (Роттердам). Не досягнув із жодної з них особливих успіхів, за винятком перемог у другому нідерландському дивізіоні з «АДО Ден Гаг» у 1986 та з «Камбюром» у 1992 роках.
Згодом у 1995–1998 роках був асистентом Діка Адвоката у тренерському штабі ПСВ, після чого перейшов на адміністративну роботу.  Був технічним директором «Феєнорда», «Аль-Джазіра» та «АДО Ден Гаг», а також у футбольних федераціях Австралії та Індії. Під час роботи в Австралії ненадовго повертався до тренерської роботи, виконуючи обов'язки головного тренера олімпійської збірної країни.
| Дата      | Місто     | Господарі  | Результат | Гості      | Турнір            | Голи | Примітки |
| --------- | --------- | ---------- | --------- | ---------- | ----------------- | ---- | -------- |
| 22-2-1981 | Гронінген | Нідерланди | 3 – 0     | Кіпр       | Відбір до ЧС 1982 | -    |          |
| 29-4-1981 | Нікосія   | Кіпр       | 0 – 1     | Нідерланди | Відбір до ЧС 1982 | -    |          |
| Усього    |           | Матчів     | 2         |            | Голів             | '    |          |